# Auguste de Brandebourg
Auguste Frédéric de Brandebourg (* 16 février 1580 à Halle; † 3 mai 1601 à Cölln) est Margrave de Brandebourg. Il est le fils du Prince-électeur Joachim III Frédéric de Brandebourg et de Catherine de Brandebourg-Küstrin.
Il passe plusieurs années à la cour de Danemark, ainsi qu'en Italie et en France. Il est souvent malade et meurt probablement d'une maladie respiratoire. Le 23 mai 1601, il est enterré dans le tombeau des Hohenzollern dans la cathédrale de Berlin.